# Norge Luis Vera
Norge Luis Vera (3 de outubro de 1971) é um jogador de beisebol cubano.

## Carreira
Norge Luis Vera foi campeão olímpico nas Olimpíadas de 2004. Também consquistou medalha de prata nos Jogos Olímpicos de 2000 e 2008.